# Çat
Çat là một huyện thuộc tỉnh Erzurum, Thổ Nhĩ Kỳ. Huyện có diện tích 1383 km² và dân số thời điểm năm 2007 là 21491 người, mật độ 16 người/km².